# Felice La Sala
Felice La Sala (Contursi, 1919 – Povla, 28 ottobre 1940) è stato un militare italiano, decorato di medaglia d'oro al valor militare alla memoria nel corso della seconda guerra mondiale.

## Biografia
Nacque a Contursi, provincia di Salerno, nel 1919, figlio di Felice e Irene D'Angelo. Mentre esercitava la professione di calzolaio fu chiamato a prestare servizio militare di leva nel Regio Esercito, assegnato all'arma di fanteria in forza al 31º Reggimento fanteria. Fu promosso caporale nel febbraio 1938 e sergente nel novembre 1939. Dopo l'entrata in guerra del Regno d'Italia, avvenuta il 10 giugno 1940, partecipò alle operazioni sul fronte occidentale al comando di una squadra di arditi. Il 19 settembre dello stesso anno, partì con il suo reggimento per l'Albania sbarcando a Durazzo il giorno successivo. Cadde in combattimento a Povla il 28 ottobre, all'inizio delle operazioni belliche contro la Grecia. Per onorarne il coraggio fu insignito della medaglia d'oro al valor militare alla memoria. La salma fu inizialmente tumulata in un cimitero di guerra a ridosso del fronte greco, e rientrò in Italia nel 1957 per essere tumulata nel cimitero di Contursi. Una via della sua città natale porta il suo nome.

### Fonti
1. 1 2 3 4 5 6  Combattenti Liberazione.
2. 1 2  Gruppo Medaglie d'Oro al Valor Militare 1965, p. 442.
3. ↑  Medaglie d'oro al valor militare sul sito della Presidenza della Repubblica
4. ↑  Registrato alla Corte dei conti il 2 giugno 1942, registro 20 guerra, foglio 95.